# Liste der Monuments historiques in Louppy-sur-Loison
Die Liste der Monuments historiques in Louppy-sur-Loison führt die Monuments historiques in der französischen Gemeinde Louppy-sur-Loison auf.

## Liste der Immobilien
| Bezeichnung                  | Beschreibung | Standort                                   | Kennzeichnung | Schutzstatus | Datum | Bild |
| ---------------------------- | --- | ------------------------------------------ | ------------- | ------------ | ----- | ---- |
| Château de Louppy-sur-Loison | Schloss, zwischen 1620 und 1633 erbaut, im 18. und 19. Jahrhundert umgestaltet; zugehörig der benachbarte Wirtschaftshof mit Taubenturm und die Ruinen der unteren Burg aus dem 12. Jahrhundert bei der Kirche | Rue Basse (Lage)                           | PA00106562    | Classé       | 1980  |      |
| Friedhofskreuz               | an der Friedhofskapelle Ste-Madeleine; Stein, bezeichnet 1594 | Sentier des Morts, auf dem Friedhof (Lage) | PA00106563    | Classé       | 1959  |      |

## Liste der Objekte
| Bezeichnung                                                | Beschreibung | Standort                                     | Kennzeichnung | Schutzstatus | Datum | Bild |
| ---------------------------------------------------------- | --- | -------------------------------------------- | ------------- | ------------ | ----- | ---- |
| Weißer Satinornat                                          | Kasel, Stola, Manipel und Kelchvelum; Seide, bestickt, Ende des 19. Jahrhunderts; im Centre départemental d’art sacré in Saint-Mihiel deponiert        | in der Kirche St-Martin (Lage)               | PM55002028    | Inscrit      | 1992  |      |
| Grüner Ornat                                               | Kasel, Stola, Kelchvelum und Bursa; Seide, bestickt, Mitte des 19. Jahrhunderts; im Centre départemental d’art sacré in Saint-Mihiel deponiert         | in der Kirche St-Martin (Lage)               | PM55002029    | Inscrit      | 1992  |      |
| Weißer Ornat                                               | Kasel, Stola, Manipel, Kelchvelum und Bursa; Seide, bestickt, Ende des 19. Jahrhunderts; im Centre départemental d’art sacré in Saint-Mihiel deponiert | in der Kirche St-Martin (Lage)               | PM55002030    | Inscrit      | 1992  |      |
| Skulptur Heilige Barbara                                   | Holz, modern farbig gefasst, 18. Jahrhundert | in der Friedhofskapelle Ste-Madeleine (Lage) | PM55002023    | Inscrit      | 1993  |      |
| Skulptur Unterweisung Mariens                              | Holz, modern farbig gefasst, 18. Jahrhundert | in der Friedhofskapelle Ste-Madeleine (Lage) | PM55002024    | Inscrit      | 1993  |      |
| Skulptur einer Heiligen                                    | Holz, modern farbig gefasst, 18. Jahrhundert | in der Friedhofskapelle Ste-Madeleine (Lage) | PM55002025    | Inscrit      | 1993  |      |
| Roter Veloursornat                                         | Kasel, Stola und Manipel; Stoff, bestickt, Ende des 19. Jahrhunderts; im Centre départemental d’art sacré in Saint-Mihiel deponiert                    | in der Kirche St-Martin (Lage)               | PM55002027    | Inscrit      | 1992  |      |
| Skulptur eines heiligen Bischofs                           | Kalkstein, modern farbig gefasst, 17. Jahrhundert | in der Friedhofskapelle Ste-Madeleine (Lage) | PM55002022    | Inscrit      | 1993  |      |
| Weihrauchschiffchen                                        | Messing, versilbert, 18. Jahrhundert; im Centre départemental d’art sacré in Saint-Mihiel deponiert                                                    | in der Kirche St-Martin (Lage)               | PM55002026    | Inscrit      | 1992  |      |
| Zwei Leuchter                                              | Messing, 16. Jahrhundert | in der Kirche St-Martin (Lage)               | PM55001012    | Classé       | 1994  |      |
| Pietà                                                      | Stein, farbig gefasst, 15. Jahrhundert | in der Friedhofskapelle Ste-Madeleine (Lage) | PM55000359    | Classé       | 1909  |      |
| Gemälde Porträt von Alexis Madeleine de Vassinhac Imécourt | Ölfarbe auf Leinwand, vergoldeter Holzrahmen, erste Hälfte des 18. Jahrhunderts                                                                        | im Château de Louppy-sur-Loison (Lage)       | PM55001364    | Classé       | 2000  |      |
| Skulpturengruppe Der heilige Martin teilt seinen Mantel    | Stein, 17. Jahrhundert | in der Friedhofskapelle Ste-Madeleine (Lage) | PM55000357    | Classé       | 1936  |      |
| Glocke                                                     | Bronze, 1722 gegossen | in der Friedhofskapelle Ste-Madeleine (Lage) | PM55000360    | Classé       | 1909  |      |
| Kruzifix                                                   | Messing, 16. Jahrhundert | in der Kirche St-Martin (Lage)               | PM55001013    | Classé       | 1994  |      |
| Vier Altarleuchter                                         | Zinn, 17. Jahrhundert; in der Mairie deponiert | in der Friedhofskapelle Ste-Madeleine (Lage) | PM55001014    | Classé       | 1994  |      |
| Hauptaltar                                                 | Zwölf-Apostel-Retabel; Stein, farbig gefasst, 15. Jahrhundert                                                                                          | in der Friedhofskapelle Ste-Madeleine (Lage) | PM55000358    | Classé       | 1909  |      |
| Grabstein für Alexis Madeleine de Vassinhac Imécourt       | Kalkstein, bemalt, bezeichnet 1777 | im Château de Louppy-sur-Loison (Lage)       | PM55001365    | Classé       | 2000  |      |